# Spraitbach
Spraitbach ist eine Gemeinde in Baden-Württemberg und gehört zum Ostalbkreis.

## Geographie

### Geographische Lage
Spraitbach liegt auf einem Höhenrücken etwa 11 km nördlich von Schwäbisch Gmünd, 539 m ü. NHN. In einer Talbucht, die von Süden in den Siedlungsbereich des Hauptortes hineinragt, entsteht der namensgebende Spraitbach, der etwa drei Kilometer weiter südlich in die Lein entwässert.

Die Gemeinde grenzt im Norden an Gschwend, im Osten an Ruppertshofen, im Süden an Durlangen und im Westen an Alfdorf im Rems-Murr-Kreis.

### Gemeindegliederung
Zur Gemeinde Spraitbach gehören die Dörfer Spraitbach und Hinterlintal, die Weiler Beutenhof, Ochsenbusch, Hertighofen, Leinhäusle und Vorderlintal, die Höfe Berghaus, Beutenmühle, Eigenhof, Hegenreute, Heiligenbruck und Riedhaus und die Häuser Kohlgehau, Ölmühle, Schilpenbühl und Weggen-Ziegelhütte sowie die abgegangenen Siedlungen Richenbach und Burg Spraitbach.

### Flächenaufteilung
Nach Daten des Statistischen Landesamtes, Stand 2014.

## Geschichte

### Überblick
Spraitbach, das am 3. Januar 1296 erstmals urkundlich erwähnt wurde, gehörte ursprünglich zum Landgebiet der Reichsstadt Schwäbisch Gmünd. 1425 erscheint der Ort als eigene Pfarrei. Während des Bauernkriegs brennt die Michaelskirche 1525 ab. 1537 ließ die freie Reichsstadt Gmünd in Spraitbach eine Vogtei mit späterem Gerichtssitz errichten. Im Dreißigjährigen Krieg brannte das Dorf beinahe vollständig ab, weswegen es weiter westlich am heutigen Standort wieder aufgebaut wurde. Mit Gmünd kam der Ort im Zuge der Mediatisierung aufgrund des Reichsdeputationshauptschlusses Anfang des 19. Jahrhunderts zum Königreich Württemberg. Zunächst gehörte Spraitbach (auch Spreitbach geschrieben) zum Oberamt Welzheim und seit 1818 zum Oberamt Gmünd. 1855 gab es infolge einer Missernte eine große Hungersnot im Dorf. Seit 1914 ist Spraitbach ans Stromnetz angebunden.
Die Verwaltungsreform während der NS-Zeit in Württemberg führte 1938 zur Zugehörigkeit zum Landkreis Schwäbisch Gmünd. Nach dem Zweiten Weltkrieg wurde Spraitbach Teil der amerikanischen Besatzungszone und gehörte somit zum neu gegründeten Land Württemberg-Baden, das 1952 im jetzigen Bundesland Baden-Württemberg aufging.
Zwischen 1955 und 1966 wurde der Ort flurbereinigt. Die Kreisreform von 1973 brachte die Zugehörigkeit zum neuen Ostalbkreis. 1980 erschloss man das Neubaugebiet Trögle. Im Jahre 1996 feierte die Gemeinde das 700-jährige Bestehen. 1998 wurde das Baugebiet Trögle IV und 2007 Trögle V erschlossen. Zwischen 2000 und 2008 baute man das Gewerbegebiet Nassen-Lang.

### Einwohnerentwicklung
Die Einwohnerzahlen 1852 bis 1970 sind Volkszählungsergebnisse
und ab 1980 amtliche Fortschreibungen des Statistischen Landesamtes (nur Hauptwohnsitze).
| Jahr | Einwohnerzahlen |
| ---- | --------------- |
| 1852 | 744             |
| 1871 | 737             |
| 1880 | 783             |
| 1890 | 724             |
| 1900 | 714             |
| 1910 | 738             |
| 1925 | 775             |
| 1933 | 727             |
| 1939 | 678             |

| Jahr | Einwohnerzahlen |
| ---- | --------------- |
| 1950 | 960             |
| 1956 | 977             |
| 1961 | 1117            |
| 1970 | 1516            |
| 1980 | 2733            |
| 1990 | 3228            |
| 2000 | 3542            |
| 2010 | 3363            |
| 2015 | 3302            |

## Religionen

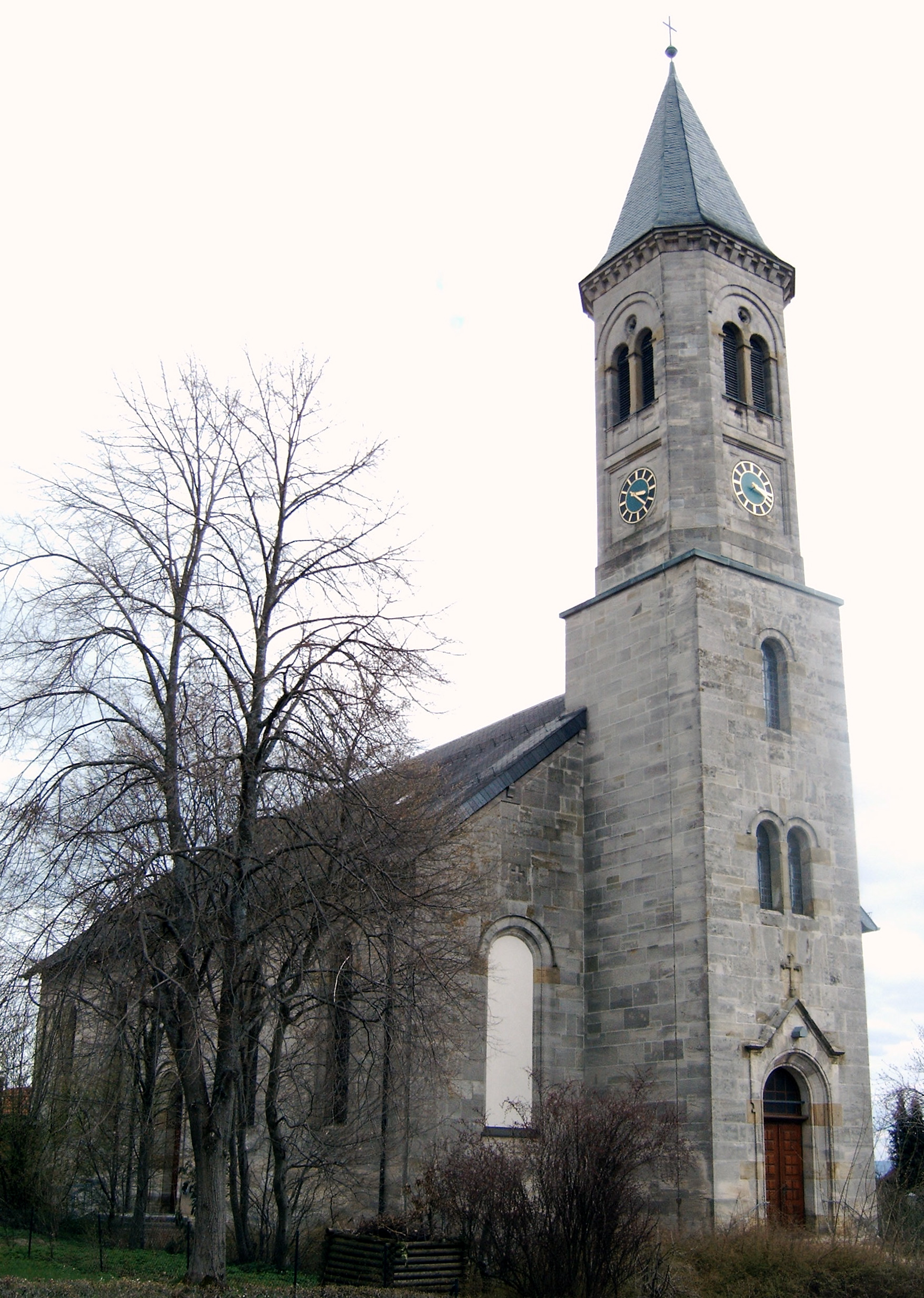
Katholische Kirche St. Blasius

In Spraitbach gibt es eine römisch-katholische und eine evangelische Kirche. Die evangelische Kirchengemeinde gehört zum Kirchenbezirk Schwäbisch Gmünd.

## Politik

### Verwaltungsverband
Die Gemeinde ist Mitglied des Gemeindeverwaltungsverbands Schwäbischer Wald mit Sitz in Mutlangen.

### Gemeinderat
Dem Gemeinderat gehören neben dem Bürgermeister als Vorsitzenden 14 Mitglieder an. Die Gemeinderatswahl 2019 führte zu folgendem Ergebnis:
- Freie Wählervereinigung: 8 Sitze
- SPD: 3 Sitze
- CDU: 3 Sitze

### Bürgermeister
Johannes Schurr wurde 2017 zum Bürgermeister gewählt, er bekleidet das Amt seit März 2018.

### Wappen
Die Blasonierung des Wappens lautet: „In Grün eine silberne (weiße) Wellendeichsel.“

## Wirtschaft und Infrastruktur
Spraitbach ist eine typische Wohngemeinde. Am Ort gibt es etwa 300 Arbeitsplätze, mehr als 1100 Arbeitnehmer verdienen ihren Lebensunterhalt außerhalb der Gemeinde.
Der Ort ist durch die Bundesstraße 298 (Gaildorf–Schwäbisch Gmünd) an das überregionale Straßennetz angebunden.
Der 1973 gegründete Spielfigurenhersteller Bullyland hatte hier seinen Hauptsitz, bis 2018 Insolvenz angemeldet werden musste. Das 1998 eröffnete Firmenmuseum Bullyworld schloss bereits 2009. 
In Spraitbach gibt es eine Grundschule und einen Kindergarten. Die Hauptschule des Gemeindeverwaltungsverbands sowie eine Realschule befinden sich in Mutlangen. Weiterführende Schulen stehen in Schwäbisch Gmünd zur Verfügung.

## Persönlichkeiten
- Franz Beer (1929–2022), deutsch-österreichischer Maler und Hochschullehrer, lebte und wirkte von 1977 bis 2000 im Ort
- Joachim A. Lang (* 1959 in Spraitbach), Journalist, Filmregisseur, Autor, Dozent und Festivalleiter